# Vision d'Orm
Vous pouvez aider à l'améliorer ou bien discuter des problèmes sur sa page de discussion.
- Il ne cite pas suffisamment ses sources. Vous pouvez indiquer les passages à sourcer avec {{référence nécessaire}} ou {{Référence souhaitée}}, et inclure les références utiles en les liant aux notes de bas de page. (Marqué depuis décembre 2019)
- Il est orphelin : moins de trois articles lui sont liés. Aidez à ajouter des liens en plaçant le code [[Vision d'Orm]] dans les articles relatifs au sujet. (Marqué depuis décembre 2019)

- Archive Wikiwix
- Bing
- Cairn
- DuckDuckGo
- E. Universalis
- Gallica
- Google
- G. Books
- G. News
- G. Scholar
- Persée
- Qwant
- (zh) Baidu
- (ru) Yandex
- (wd) trouver des œuvres sur Wikidata

Pour les articles homonymes, voir Orm.
Le récit de la Vision d'Orm démontre la vision d'un jeune garçon d’environ treize ans, qui est de passage au Paradis ainsi que son observation des Enfers. 
Le texte fut écrit en latin dans l'année 1126 par Sigar de Newbald, aujourd'hui North Newbald (en) dans la région du Yorkshire. Cette vision est très courte en comparaison avec d'autres puisqu'elle ne contient que 1 000 mots. Cette vision a piqué l'intérêt en raison du jeune âge du visionnaire ainsi que sa forte association à la Vision de Drythelm. Ce qui est tout aussi marquant dans cette vision est la présence de quatre lieux au lieu des visions plus communes qui n’en comporte que trois, en incluant le purgatoire, voire deux qui ne présentent que le Paradis et l’Enfer.  

## Manuscrits et éditions
L'original du récit avait été dédié spécialement au moine Siméon de Durham qui lui-même mourra durant l'année 1130. La lettre fut retrouvée dans un manuscrit dans l'abbaye de Louthpark dans le Lincolnshire. Il existait au moins deux autres versions du récit à la fin de l'époque médiévale. La première version se trouve dans Vita Orni Simplicis[Quoi ?]. Dans la bibliothèque de l'église dans la collection de l'évêque Hugh du Puiset, retrouvé à sa mort en 1195. Une autre version s’est conservé dans le manuscrit Fairfax 17 de la Bibliothèque Bodléienne à Oxford. Une de ses inscriptions datant du XVIIIe siècle démontre son appartenance au monastère cistercien de Louthpark dans le Lincolnshire. Le manuscrit contient de nombreuses visions dont celles d'Orm et de Drythelm. Le manuscrit mesure 25,9 × 16,5 cm. La Vision d’Orm se situe aux folios 74-782.  

## Récit de la vision
Cet extrait provient de la traduction française, faite par Claude Carozzi du texte original, en latin, provenant d' Analecta Bollandiana, vol 75, analysé par Hugh Farmer. 
Orm appartenait à une famille aisée et avait été promu en fiançailles à la fille d’un chevalier de la région. Cependant, son but était de vivre un vie chaste et pieuse. Bien que son nom fût d’origine scandinave, comme plusieurs dans la région, il avait une parenté anglo-saxonne. Orm tomba sans connaissance à la suite d'une grave maladie qui l’avait atteint dans le mois de septembre 1125, tous le croyaient mort ou presque.  

### La scène du Paradis
Dans sa vision, il vit apparaitre un homme vêtu d'un manteau rouge et d'une tunique blanche, tout aussi blanche que sa barbe et ses cheveux. Dans sa main, un livre écrit en lettre d’or ouvert au deux tiers. L'homme s'adresse au jeune garçon en lui demandant : « Orm, dors-tu ? ». Orm lui répond qu’il avait dormi jusqu’à l’arrivée de cet homme mystérieux, qui lui dévoile son identité, l'Archange Michael. Il lui indique de le suivre dans le ciel par-dessus les étoiles. Il arriva enfin aux portes du paradis en or muni de pierres précieuses. Orm contempla les myriades d’anges qui étaient postés devant eux. Face à lui, se trouvait le Christ sur la Croix avec les mains et les pieds en sang, mais Orm ne voit aucune plaie apparente. Aux côtés du Seigneur se trouvaient les douze apôtres ainsi que la vierge Marie ; tous tenaient dans leur main une croix en or. Orm vit la présence d’une jeune fille qui lui semblait quelque peu familière. C’était la fille du Chevalier Étienne. La jeune fille voulait avoir une vie pieuse et chaste dans un couvent, mais ses parents ont décidé de la forcer au mariage. Selon son vœu, avant qu’elle n’ait à se fiancer, elle tomba malade et mourra pour aller rejoindre le Seigneur en restant vierge.

### La Bouche des enfers
Orm et Michael redescendent sur Terre dans une vallée très profonde et ténébreuse d'une puanteur atroce. L'odeur provenait d’un puits sombre et d’une profondeur inimaginable qui crachait et avalait des flammes sans cesse. En regardant les environs, Orm s'aperçoit que toute la région était ensevelie de fumées d’une puanteur insupportable. Des satellites (démons) envoyés par Satan, tout noirs se tenaient près du puits. Ils y avait des étincelles qui leur sortaient des yeux, de la bouche et des oreilles. Michael protégea Orm, puis les démons sont tirés par des chaines dans le puits qui se réjouit en crachant des flammes. L’archange demande à Orm de regarder attentivement dans le puits. On y voit des âmes bruler, criant leur regret d’être née. Il vit des démons, des verres ainsi que des dragons qui vivaient le même châtiment que les damnés mais les créatures mythiques leurs infligeaient aussi des supplices. Un des démons torturait les âmes avec un trident, qui fait référence au démon Tartarouchos, un descendant de Poséidon.  Au loin, Orm aperçut des âmes qui sautaient entre un feu infernal et un fleuve glacé. Le garçon vit au loin la Bouche des Enfers. Elle était ronde comme le puits et toujours ouverte.  

### Lieux d'attente avant leJugement dernier
Ensuite les deux se dirigent vers le Nord pour monter au Ciel pour retourner au paradis clôturé par un mur de marbre. Orm vit quatre groupes de saints ou des laïcs, d'une quantité innombrable. Le premier groupe comportait des enfants saints. Le deuxième fut un groupe d’hommes religieux et des moines. Le troisième des clercs et des évêques et dans le dernier groupe des hommes et femmes laïques. Tous ceux qui étaient dans l’enceinte du mur étaient joyeux et ceux à l’extérieur ne l'étaient pas.  

### Retour vers le Seigneur
Ils retournent encore plus haut pour aller voir le Seigneur assis sur son trône entouré d’anges. Orm reconnut le Seigneur, la Vierge et les douze apôtres à ses côtés. Le Christ avait un grand glaive effrayant, aiguisé des deux côtés, exactement semblable à ceux que ses apôtres portent. Les glaives de chacun incluant le Christ aient sortis au deux tiers du fourreau. La Vierge ne portait pas d’armes mais priait le monde entier. Orm vit aussi une multitude d’autres choses qui lui furent interdites de divulguer sur Terre. Lors de son retour vers son corps, ils survolent Rome et il se rend compte de la mauvaise foi du monde.  
À leur retour en Angleterre, Michael s'adresse à Orm ; « Dis au prêtre Sigar de Newbald ce que tu as vu, et reste obéissant à ton créateur. Détourne-toi du mal et fais le bien. Quand je reviendrai, je rapporterai la paix ». Orm survécut par la suite du 16 décembre 1125 au 1er juin 1126. Il eut quelques problèmes à retrouver suffisamment de forces pour raconter sa vision à Sigar lors de son réveil, mais il réussit tout de même à en glisser quelques mots.  Il était dans un état pitoyable et criait de douleur jour et nuit. Quelques jours avant sa mort, le garçon n’arrivait plus à marcher ni boire ou manger. Quand on examina son état à son décès, il avait un corps squelettique.

## Commentaires

### Selon Sigar de Newbald
L’auteur de l'œuvre, Sigar représente le jeune garçon comme un être pieux et chaste qui connaissait les prières du Seigneur sauf, cependant, le Credo. Il était connu pour être patient et généreux envers les plus démunis. Ce qui est clair c'est que par sa simple connaissance, il serait hors du commun d’avoir une description aussi claire et d'avoir des références liturgiques. Seul Sigar aurait pu enrichir le récit. Il ne serait pas anodin que l’auteur aurait suggéré des représentations ecclésiastiques en se basant sur des récits déjà connus, comme l'exemple de la Vision de Drythelm.  

## Iconographie
Un élément rapporté par Hugh Farmer, est la représentation de l’art de l’époque dans la Vision d'Orm. L'image de la Bouche des Enfers est un thème souvent abordé dans l’iconographie anglaise depuis l'illumination de la conquête de Winchester. Ce tableau pourrait, très fortement, avoir été sur l'une des paroisses avoisinantes, de même que la figure de saint Michael, ce qui expliquerait leur présence dans la vision du jeune Northumbrien.  

## Liens avec d’autres récits
On décrit quatre endroits dans le récit d'Orm au lieu de trois, qui est la représentation la plus populaire. Il vit le paradis céleste, où réside le Seigneur ainsi que les apôtres. Un autre paradis qui semble inférieur au premier où se retrouvent des anges et des saints ainsi que des hommes et des femmes pieux, qui ont une allure joyeuse, à l’intérieur des murs du paradis. Ceux à l’extérieur des murs qui n’ont pas l’air joyeux et qui semblent dans un état stagnant, comme s'ils attendaient un évènement.  Et ceux qui sont tourmentés en Enfer.  
Dans la comparaison que l’on fait souvent avec la Vision de Drythelm, on retrouve l’idée des murs qui entourent le paradis qui étaient d’une telle grandeur qu'il était impossible de regarder par-dessus. On représente aussi la Bouche des Enfers où les âmes déchues sont tourmentées par des démons. Chez Drythelm le ministre du Tartare est à l’entrée de la Bouche avec des étincelles qui lui sortent des orifices de la tête, tout comme les diables vassaux qui gardent la porte et tentent d’emporter Orm. Un lien à faire mais qui se différencie est le purgatoire qui se retrouve dans la version de Drythelm, rapporte la torture des âmes dans des conditions d’extrêmes chaleurs et de froids. Les âmes escaladent une vallée où un versant est glacé et l’autre enflammé, les âmes se font projeter de l’un à l’autre. Cette allusion se retrouve dans l’épisode de l’observation des enfers chez Orm.  
Il y aurait un lien à faire selon Farmer, sur les jeunes garçons qui se vouaient à la pratique pastorale dans cette région de l'Angleterre au XIIe siècle. Ils avaient une éducation pieuse dans le cloître d'une cathédrale. Le fait que les enfants se font éduquer par l’enseignement ecclésiastique dans les murs de l’Église les rend plus joyeux et bons que ceux à l'extérieur qui ne sont pas éduqués donc tristes.  
Il n’y a pas de mentions de quelconque purgatoire dans le texte, seules les âmes qui ne semblent pas heureuses attendent à l’extérieur des murs du paradis, possiblement le jugement dernier. Non plus qu’il y ait mention d’une purge des âmes soit par un feu, qui est le plus populaire. Le livre que saint Michael tient dans ses mains, ouvert au deux tiers, est une image de temps passé et à venir. Ce livre apparait aussi dans l’Apocalypse de Jean. Il y contient le nom de tous les habitants sur Terre. De même que les glaives du Christ et des apôtres sortis au deux tiers de leur fourreaux qui signifie, selon Orm, que la venue du Christ lors du Jugement dernier arriverait dans un futur plus éloigné.  

## Les âmes stagnants et évolution du Purgatoire
Dans la tradition du purgatoire, les âmes passent par un feu qui les purge de leur pêchés en attendant le Jugement Dernier. D’autres formes existent également, mais cette version est une des plus courantes. Pour certains le purgatoire viendrait d’anciennes traditions païennes. Pour d’autres, ce lieu correspond au « sein d’Abraham », qui était un lieu de repos avant le retour du Messie. L’évolution de la société démontre qu’il y aurait une transposition dans les croyances. Cette évolution s’explique, selon Georges Minois, avec la montée de la bourgeoisie marchande dans les alentours du XIIIe – XIVe siècle. Le développement du Droit qui distingue la gravité des délits. De ce fait, en s’y inspirant, on peut mieux systématiser la séparation entre les damnés qui vont directement aux enfers et ceux que leurs délits conduisent au purgatoire.   
Le texte de la Vision d'Orm ne comporte pas de purgatoire comme il était courant au XIIe siècle. Jacques Le Goff fut la référence dans le XXe siècle sur la question de l’évolution du Purgatoire dans la période médiévale en y démontrant deux logiques. Qui, selon lui, aurait été élaboré avant le XIe siècle. Dans La première, comme on le voit chez saint Ambroise, on fait la référence de la systématisation des Receptacula[Quoi ?]. Ce sont des lieux d’attente entre la mort et la Résurrection. On les décrit comme une forme de réservoir qui a des caractéristiques plus joyeuses lorsque tournés vers le Paradis et plus tristes lorsque tournés vers l'Enfer sans y donner de véritables association à la torture éternelle. Dans la deuxième logique, on ne fait pas référence à un lieu de pénitence ou d’attente. Il y a seulement le Paradis et l’Enfer. Les âmes sont bonnes ou mauvaises sans aucun degré.  
Cependant cette idéologie de n'avoir que Ciel et Enfer fut contredite par les contemporains. Dans la légende des Sept Dormants d’Éphèse, sept martyrs se reposent pour environ trois siècles puis sont miraculeusement réveillés (ressuscités). Cette analogie nous démontre le repos après la mort en attendant le jugement dernier. Comme les âmes à l’intérieur ou à l’extérieur qui attendent, peu importe leur état, le retour du Christ sans y être infligés des souffrances purgatoires.  